# Lazarus You Heung-sik
Lazarus You Heung-sik (em coreano:  유흥식, em hanja, 兪興植, nascido em 17 de novembro de 1951 em Nonsan) é um cardeal sul-coreano da Igreja Católica, prefeito do Dicastério para o Clero.

## Biografia
Lazarus You Heung-sik nasceu em 17 de novembro de 1951 em Nonsan-gun Chungnam, província de Chungcheong do Sul e vicariato apostólico de Seul (hoje na diocese de Daejeon), no oeste da República da Coréia. O caçula de quatro filhos, ele tem dois irmãos e uma irmã; seu pai morreu na Guerra da Coréia quando ele era apenas uma criança.[carece de fontes?]

### Formação e ministério sacerdotal
Depois de completar sua educação primária, ele se matriculou na Daegeon Middle and High School em Nonsan, graduando-se em janeiro de 1969; enquanto isso, em 1967 ele recebeu o batismo com a idade de dezesseis anos.
Determinado a seguir sua vocação ao sacerdócio, entrou no seminário, mas diante da oposição de sua família, que não aceitava sua fé, disse-lhes que faria o teste na Universidade Yonsei de Seul, uma universidade secular, quando em vez disso foi fazer o exame de admissão ao seminário; depois de revelar a verdade a eles, os membros da família não ficaram felizes. Em 28 de fevereiro de 1969 foi admitido na Universidade Católica de Seul, onde completou seus estudos de filosofia e teologia.. Em fevereiro de 1972, após completar o segundo ano do seminário, foi chamado ao serviço militar obrigatório e o concluiu em 19 de setembro de 1974, voltando então aos estudos.
Em outubro de 1976 mudou-se para Roma, Itália, onde se matriculou na Pontifícia Universidade Lateranense.. Aqui ele recebeu a ordenação sacerdotal em 9 de dezembro de 1979, tornando-se sacerdote da diocese de Daejeon  aos vinte e oito anos. Em fevereiro de 1983 ele obteve o doutorado em teologia moral na Pontifícia Universidade Lateranense.
Voltando à sua terra natal, em maio do ano seguinte foi-lhe confiado o primeiro encargo pastoral como vigário paroquial da catedral de Santa Teresa do Menino Jesus em Daejeon e depois como diretor da casa de retiros de Solmoe em novembro de 1984. Foi posteriormente nomeado reitor do Centro de Educação Católica de Daejeon em agosto de 1988, tornando-se então diretor da pastoral diocesana a partir de agosto de 1989. Em agosto de 1994, ele assumiu o cargo de professor na Universidade Católica de Daejeon, tornando-se seu presidente e reitor do seminário maior em 14 de dezembro de 1998, exercendo esta função até a promoção ao episcopado. Ele também se tornou membro do Movimento dos Focolares.

### Ministério episcopal
Em 9 de julho de 2003, o Papa João Paulo II o nomeou, aos 51 anos, bispo coadjutor de Daejeon. Ele recebeu a consagração episcopal em 19 de agosto seguinte, no Ginásio Chang Mu em Daejeon, pela imposição das mãos de Joseph Kyeong Kap-ryong, bispo de Daejeon, assistido pelos co-consagradores Mathias Ri Iong-hoon, bispo titular de Catabo Castra e auxiliar de Seul, e Joseph Lee Han-taek, S.J., bispo titular de Tibuzabeto e auxiliar de Seul. Como lema episcopal escolheu Lux mundi, que traduzido significa "Luz do mundo" (Jo 8,12) 
Em agosto de 2004, ele representou a Coréia na VIII Conferência Episcopal Asiática, organizada pela Federação das Conferências Episcopais da Ásia.
Em 1 de abril de 2005, com a aceitação da renúncia por motivos de idade do bispo Kyeong Kap-ryong, de setenta e cinco anos, que havia dirigido a diocese por 21 anos, ele foi sucedido pelo coadjutor como bispo de Daejeon. Posteriormente, ele tomou posse da diocese durante uma cerimônia realizada na Catedral de Santa Teresa do Menino Jesus em Daejeon.
Entre 2005 e 2012, ele visitou a Coreia do Norte quatro vezes como presidente do serviço social da Conferência Episcopal da Coreia. Realizou atividades como consultas e troca de cartas de intenções e bênçãos, acompanhou o trabalho do Centro "Peace Volunteers" e participou do encontro dos responsáveis pela promoção da cooperação internacional da Caritas com a Coréia do Norte.
Em 13 de setembro de 2005, ele foi eleito primeiro presidente da Conferência de Paz Religiosa de Daejeon e Chungnam.
Em 2008, por ocasião do 60º aniversário da fundação da diocese, ele lançou a campanha "Compartilhar 100 Ganhos de uma Refeição" para promover a doação de fundos a serem fornecidos aos necessitados.[carece de fontes?]
Em 29 de julho de 2007, o Papa Bento XVI o nomeou membro do Pontifício Conselho Cor Unum  por um período de cinco anos.
Duas vezes ele foi ao Vaticano, junto com os outros membros do episcopado sul-coreano, para a visita ad limina apostolorum, a fim de discutir com o pontífice a situação e os problemas relativos à sua diocese: 30 de novembro de 2007  em diante. 9 de março de 2015. Por mais quatro vezes, porém, foi recebido em audiência privada pelo pontífice: em 24 de abril de 2014, 17 de novembro de 2014 , 23 de janeiro de 2017  e 17 de abril de 2021.
Em 15 de agosto de 2014, ele deu as boas-vindas ao Papa Francisco em sua parada em Daejeon durante sua viagem apostólica à Coreia do Sul (14 a 18 de agosto de 2014), participando da missa no estádio da Copa do Mundo de Daejeon  e encontrando-se com jovens da Ásia em o Santuário de Solmoe.
Em 15 de setembro de 2018 foi chamado a participar como membro por nomeação pontifícia na XV Assembleia Geral Ordinária do Sínodo dos Bispos, realizada na Cidade do Vaticano de 3 a 28 de outubro seguinte, com o tema "Jovens, fé e discernimento vocacional".
Na Conferência dos Bispos Católicos da Coréia, foi membro da comissão para a pastoral missionária de março a setembro de 2004; presidente do Comitê de Previdência Social da Igreja de 14 de outubro de 2004 a 16 de outubro de 2008; membro da comissão de pastoral social de 14 de outubro de 2004 a 14 de março de 2012; presidente da comissão para o ministério das migrações internas de 16 de outubro de 2008 a 14 de março de 2012; membro da comissão especial para a promoção das beatificações e canonizações de 14 de março de 2012 a junho de 2021; presidente da comissão para a pastoral juvenil de 14 de março de 2012 a 30 de outubro de 2014; mais uma vez membro da comissão para a pastoral missionária de 14 de março de 2012 a 30 de outubro de 2014; membro do conselho permanente e diretor do conselho central dos católicos na Coreia de 30 de outubro de 2014 a 18 de outubro de 2017; Presidente da Comissão de Justiça e Paz de 30 de outubro de 2014 a 7 de março de 2018; presidente da comissão de pastoral social de 30 de outubro de 2014 a 10 de março de 2021; presidente da comissão especial para a promoção das beatificações e canonizações de 12 de outubro de 2016 a junho de 2021; secretário geral e diretor executivo do Conselho Central dos Católicos na Coréia de 14 de outubro de 2020 a junho de 2021, responsável pelo centro de formação "Emaús" de 7 de dezembro de 2020 a junho de 2021 e responsável pelos ministérios de 10 de maio a junho de 2021 
Em 11 de junho de 2021 o Papa Francisco o nomeou prefeito da Congregação para o Clero e ao mesmo tempo o elevou à dignidade de arcebispo; sucedeu ao cardeal Beniamino Stella, de 79 anos, que renunciou devido ao limite de idade. Ao mesmo tempo, ele deixou a liderança da diocese de Daejeon, tornando-se bispo emérito.
Durante o Regina Caeli de 29 de maio de 2022, o Papa Francisco anunciou sua criação como cardeal para o Consistório realizado em 27 de agosto. Recebeu o anel cardinalício, o barrete vermelho e o título de cardeal-diácono de Jesus Bom Pastor em Montagnola.
Em 1 de junho de 2022, o Papa Francisco o nomeou como membro da Congregação para o Culto Divino e Disciplina dos Sacramentos. Em 20 de outubro de 2023, foi nomeado membro do Dicastério para os Textos Legislativos. Em 11 de abril de 2024, também é nomeado como membro da Pontifícia Comissão para o Estado da Cidade do Vaticano.